# Skoki narciarskie na Mistrzostwach Świata w Narciarstwie Klasycznym 2003
Skoki narciarskie na Mistrzostwach Świata w Narciarstwie Klasycznym 2003 – zawody w skokach narciarskich przeprowadzone w ramach Mistrzostw Świata w Narciarstwie Klasycznym 2003 w Val di Fiemme pomiędzy 22 a 28 lutego 2003 na skoczniach w Predazzo. 
Rozegrane zostały trzy konkurencje – dwa konkursy indywidualne (na obiekcie K-120 i K-95) oraz jeden drużynowy na skoczni K-120. Oba obiekty, na których przeprowadzono konkursy mistrzostw świata znajdują się w kompleksie Trampolino Dal Ben. Po raz 31. skoczkowie narciarscy walczyli o medale mistrzostw świata.
W konkurencjach indywidualnych, zarówno na skoczni dużej, jak i na skoczni normalnej zwyciężył Adam Małysz, a złoto w konkursie drużynowym wywalczyła reprezentacja Finlandii, która wystąpiła w składzie: Janne Ahonen, Tami Kiuru, Arttu Lappi i Matti Hautamäki.
Do zawodów zostało zgłoszonych 84 zawodników z 24 narodowych reprezentacji.

## Przed mistrzostwami
Do rozpoczęcia mistrzostw świata, sześciokrotnie zawody Pucharu Świata wygrał Sven Hannawald i prowadził w klasyfikacji generalnej. Trzy zwycięstwa w konkursach PŚ miał na swoim koncie Martin Höllwarth, a po dwa zwycięstwa: Primož Peterka, Janne Ahonen i Sigurd Pettersen. Na drugim miejscu, za Svenem Hannawaldem w klasyfikacji Pucharu Świata plasował się Andreas Widhölzl, na trzecim Janne Ahonen, a na czwartym Adam Małysz. Poza prowadzącymi w Pucharze Świata zawodnikami do faworytów zaliczano także Floriana Liegla, który przed mistrzostwami siedmiokrotnie zajął miejsca na podium zawodów Pucharu Świata.
Cztery dni przed pierwszym konkursem mistrzostw świata tytuł mistrza świata juniorów zdobył Thomas Morgenstern, który zwyciężył w konkursie na skoczni K-108 w Sollefteå. Dzięki temu został powołany przez Hannu Lepistö do kadry austriackiej na mistrzostwa świata.
Indywidualnych tytułów z Mistrzostw Świata 2001 roku bronili: Martin Schmitt na skoczni dużej oraz Adam Małysz na skoczni normalnej, a tytułu drużynowego broniła reprezentacja Niemiec.

## Skocznie
Dwa spośród trzech konkursów (jeden konkurs indywidualny i jeden drużynowy) skoków narciarskich podczas Mistrzostw Świata w Narciarstwie Klasycznym 2003 odbyły się na skoczni dużej (K-120) w Predazzo, a jeden na skoczni normalnej (K-95), umieszczonej w tym samym kompleksie skoczni co obiekt K-120.
| Nazwa skoczni      | Miejscowość | Punkt K | Punkt jury | Rekord skoczni | Rekord skoczni     |
| ------------------ | ----------- | ------- | ---------- | -------------- | ------------------ |
| Trampolino Dal Ben | Predazzo    | K-95    | 105 m      | 106,5 m        | Maximilian Mechler |
| Trampolino Dal Ben | Predazzo    | K-120   | 132 m      | 133,0 m        | Ronny Ackermann    |

## Jury
Dyrektorem konkursów w skokach narciarskich na Mistrzostwach Świata w Narciarstwie Klasycznym 2003 był Sandro Pertile oraz z ramienia Międzynarodowej Federacji Narciarskiej, dyrektor zawodów Pucharu Świata, Walter Hofer. Asystentem Waltera Hofera był, podobnie jak w innych oficjalnych zawodach organizowanych przez FIS, Miran Tepeš. Sędzią technicznym był Branko Dolhar, a jego asystentem – Reed Zuehlke.
Skład sędziowski poszczególnych konkursów przedstawia poniższa tabela.
| Sędzia            | Kraj      | Stanowisko na wieży sędziowskiej konk. ind. K-120 | Stanowisko na wieży sędziowskiej konk. ind. K-95 | Stanowisko na wieży sędziowskiej konk. druż. K-120 |
| ----------------- | --------- | ------------------------------------------------- | ------------------------------------------------ | -------------------------------------------------- |
| Zvonimir Borstnar | Słowenia  | B                                                 | D                                                | A                                                  |
| Tuomo Karjalainen | Finlandia | C                                                 | E                                                | B                                                  |
| Ivano Longhini    | Włochy    | D                                                 | –                                                | C                                                  |
| Hans Nordin       | Szwecja   | –                                                 | B                                                | E                                                  |
| Jerzy Pilch       | Polska    | E                                                 | A                                                | D                                                  |
| Manfred Schnetzer | Austria   | A                                                 | C                                                | –                                                  |

## Przebieg zawodów

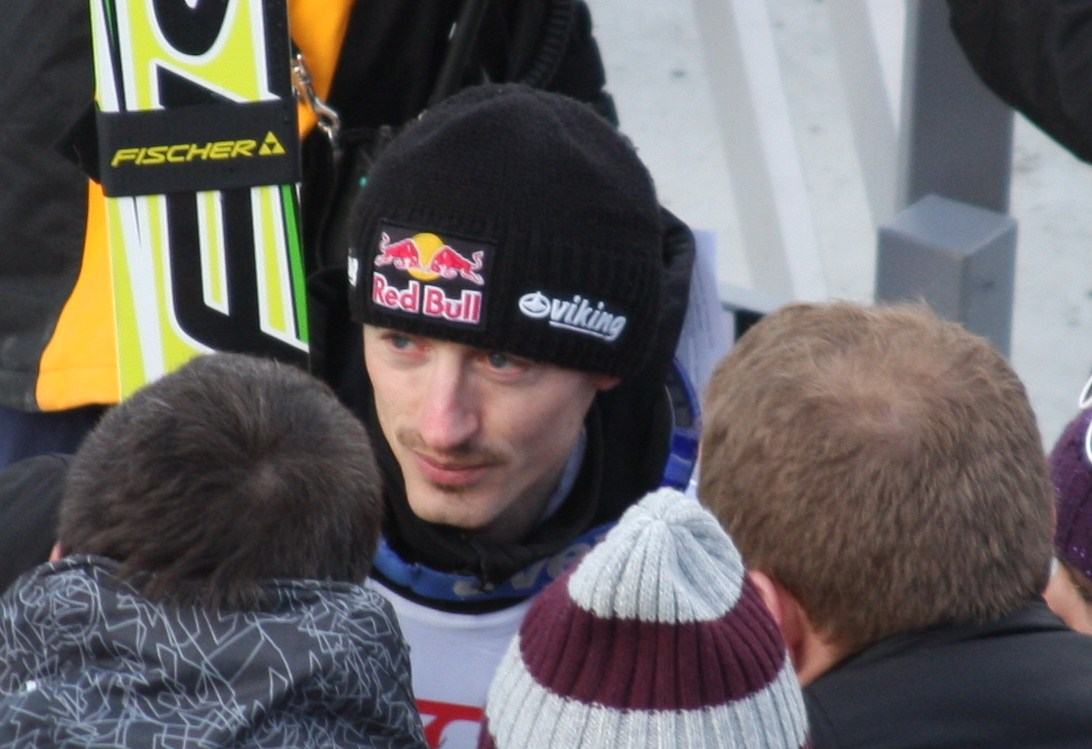
Adam Małysz – dwukrotny mistrz świata w 2003 roku.

Pierwszym z konkursów skoków na Mistrzostwach Świata w Narciarstwie Klasycznym 2003 były zawody indywidualne na obiekcie K-120. Pierwsza seria konkursowa została przeprowadzona z belki startowej nr 15. Jako pierwszy swój skok oddał Giancarlo Adami, jednak uzyskał 97 metrów i zajął ostatnie miejsce w konkursie. Kolejnymi zawodnikami byli Aleksiej Siłajew i Walerij Kobielew. Obaj reprezentanci Rosji lądowali na 108 metrze. Pierwszy skok za punkt konstrukcyjny oddał Jan Matura, który uzyskał 120,5 metra. Czech prowadził przez dwadzieścia kolejnych skoków, a zawodnikiem, któremu udało się go wyprzedzić był Tommy Ingebrigtsen (129 m). Krócej od Ingebrigtsena, ale dalej od Matury skakali kolejni zawodnicy: Simon Ammann (124 m), Arttu Lappi (124 m), Kazuyoshi Funaki (125 m), Tami Kiuru (126 m), Michael Uhrmann (126,5 m) i Robert Kranjec (127 m). Zmiana lidera nastąpiła po skoku Mattiego Hautamäki, który pobił rekord skoczni lądując na 134 metrze. Skok o trzy metry bliższy wykonał Noriaki Kasai i plasował się bezpośrednio za Finem. 130 metrów uzyskał Hideharu Miyahira i zajmował trzecią pozycję. Do prowadzącej trójki – Hautamäki, Kasai, Miyahira – w pierwszej serii dołączyli tylko Adam Małysz i Sven Hannawald. Małysz skoczył tyle samo co prowadzący Hautamäki, jednak uzyskał o pół punktu niższe noty sędziowskie. Lider Pucharu Świata, Hannawald lądował pół metra przed linią oznaczoną na 130 metrze i zajmował czwarte miejsce po pierwszej serii.

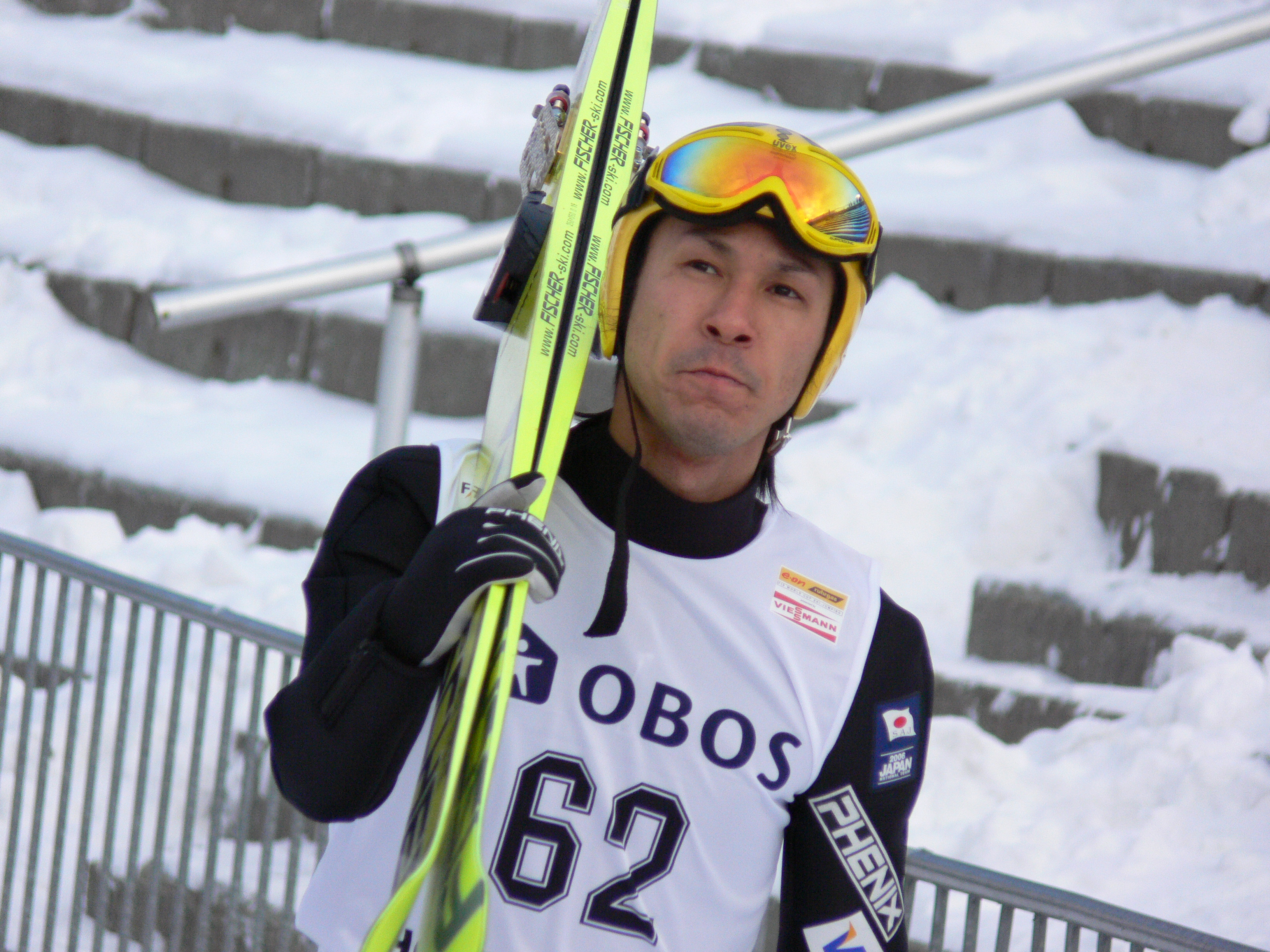
Noriaki Kasai – trzykrotny medalista mistrzostw świata w 2003 roku.

Drugą serię konkursu na skoczni K-120 rozpoczął Peter Žonta, który uzyskał 113 metrów. Spośród trzeciej dziesiątki pierwszej serii tylko dwóm zawodnikom udało się przekroczyć punkt K. Byli to Martin Schmitt (123 m) i Rok Benkovič (120,5 m). Schmitt pozostawał liderem konkursu aż do momentu, gdy skok o pół metra dłuższy oddał 18. po pierwszej serii, Primož Peterka. Tę samą odległość uzyskał Bjørn Einar Romøren i wyprzedził reprezentanta Słowenii o 0,8 punktu. Spośród zawodników zajmujących miejsca w drugiej dziesiątce Romørena wyprzedzili kolejno: Arttu Lappi i Andreas Widhölzl. Obaj lądowali na 124 metrze. Dziesiąty zawodnik pierwszej rundy, Tami Kiuru także uzyskał tę odległość i dzięki przewadze punktowej objął prowadzenie. Tuż po nim na belce startowej usiadł Florian Liegl i oddał najdłuższy do tego momentu skok serii finałowej – 129 metrów. Startujący bezpośrednio po nim Michael Uhrmann lądował pięć metrów bliżej i uplasował się za Lieglem. Kolejny z zawodników, Robert Kranjec zaliczył 128,5 metra i został liderem konkursu. Zaraz po Słoweńcu na pierwszym miejscu znalazł się Tommy Ingebrigtsen, który jako pierwszy skoczek w drugiej serii przekroczył granicę 130 metrów, lądując 1,5 metra za nią. Metr bliższy skok oddał Hideharu Miyahira i przegrał z Ingebrigtsenem o 2,5 punktu. Czwarty po pierwszej serii, Sven Hannawald, uzyskał 125 metrów, w wyniku czego spadł w klasyfikacji konkursu o trzy miejsca. Noriaki Kasai lądował o metr bliżej od prowadzącego Ingebrigtsena, jednak po pierwszej kolejce miał nad nim 6,1 punktu przewagi i objął prowadzenie. Przedostatnim skoczkiem serii finałowej był Adam Małysz. Polak poprawił ustanowiony w pierwszej serii rekord skoczni o 2 metry, lądując na 136 metrze i został liderem. Bliżej o 2,5 metra lądował prowadzący po pierwszej serii Matti Hautamäki i nie zdołał pokonać reprezentanta Polski. Tym samym złoty medal zdobył Adam Małysz, srebrny Matti Hautamäki, a brązowy Noriaki Kasai.

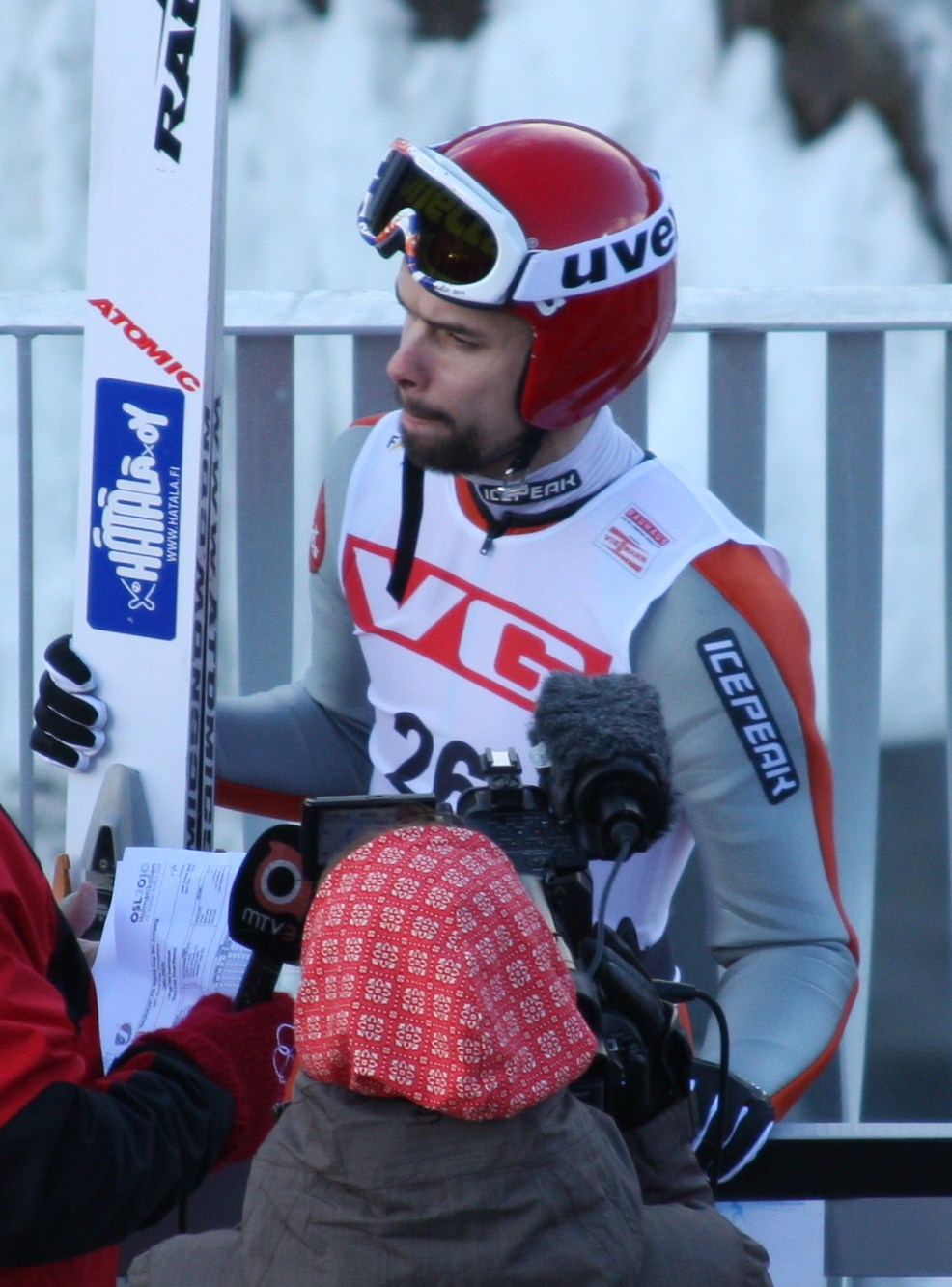
Matti Hautamäki – srebrny i złoty medalista mistrzostw świata w 2003 roku.

Dzień później rozegrano konkurs drużynowy. Najdłuższą odległość pierwszej kolejki pierwszej serii konkursowej uzyskał Tommy Ingebrigtsen – 124,5 metra. W drugiej kolejce czterech skoczków uzyskało lepszy rezultat od Norwega. Najdalej skoczył Tami Kiuru, który lądował na 132 metrze. 128 metrów uzyskał Lars Bystøl, 125,5 metra to odległość Akiry Higashi, a 125 metrów skoczył Georg Späth. W trzeciej kolejce najdłuższy skok oddał Hideharu Miyahira – 132 metry. Trzy metry bliższy skok uzyskał Andreas Widhölzl. Najdłuższą odległość pierwszej serii osiągnął Adam Małysz – 133,5 metra. W czwartej kolejce, w której startował, w granicy 130 metrów skoczyli także Matti Hautamäki, Robert Kranjec i Noriaki Kasai.
W pierwszej rundzie serii finałowej ponownie najdalej skoczył Tommy Ingebrigtsen, tym razem uzyskując 126 metrów. W drugiej kolejce 130 metrów uzyskał Tami Kiuru. Jego odległość była dłuższa o ponad pięć metrów od wszystkich pozostałych zawodników. Najlepszy w trzeciej kolejce okazał się Arttu Lappi, który lądował pół metra przed granicą 130 m. Półtora metra bliżej od Fina skoczył Hideharu Miyahira. Ostatnią kolejkę ponownie zdominował Adam Małysz. Jego rezultat, 134 metry był najdłuższym skokiem całego konkursu. Dwa metry bliżej skoczył Noriaki Kasai, a cztery metry bliżej Matti Hautamäki. Tytuł drużynowego mistrza olimpijskiego zdobyła reprezentacja Finlandii, która z przewagą 36,5 punktu wyprzedziła drużynę japońską. Brązowy medal zdobyli skoczkowie z Norwegii. Po raz ostatni na mistrzostwach świata do finałowej serii automatycznie kwalifikowały się wszystkie zgłoszone drużyny. W związku z tym w obu kolejkach wystąpiło trzynaście reprezentacji.
Zmagania skoczków na mistrzostwach w 2003 roku kończyły zawody na normalnej skoczni. 28 lutego 2003 o godzinie 18:03 z szesnastej belki startowej rozpoczął się konkurs z udziałem 50 zawodników. Jako pierwszy oddał skok Michal Doležal i uzyskał 85,5 metra. Podobnie jak czeski skoczek, także kolejnych dwudziestu zawodników nie osiągnęło odległości powyżej punktu konstrukcyjnego. Pierwszym zawodnikiem, który tego dokonał był Nicolas Dessum, który lądował na 97 metrze i objął prowadzenie. Zmiana lidera konkursu nastąpiła po skoku Tommy Ingebrigtsena, który uzyskał 100,5 metra. Wśród kolejnych zawodników znaleźli się wszyscy czterej reprezentanci Finlandii, którzy zdobyli złoty medal w konkursie drużynowym. Veli-Matti Lindström uzyskał 98 metrów, Arttu Lappi 99 metrów, Tami Kiuru osiągnął 100 metrów, a Matti Hautamäki lądował metr dalej od Kiuru. Prowadzącego Ingebrigtsena wyprzedzili Kiuru i Hautamäki. Do czołowej dziesiątki pierwszej serii weszli także kolejni zawodnicy – Lars Bystøl po skoku na 98 metrów, Noriaki Kasai, który uzyskał rezultat o metr lepszy oraz Bjørn Einar Romøren z taką samą odległością co Kasai. Skoczkiem, który zdołał pokonać zajmującego pierwsze miejsce Hautamäkiego, był Hideharu Miyahira. Japończyk skoczył tyle samo co fiński skoczek, jednak uzyskał od sędziów pół punktu więcej za styl. O pół metra bliżej lądował reprezentant Austrii, Martin Höllwarth i plasował się na trzeciej pozycji. Przedostatnim skoczkiem pierwszej serii był wicelider klasyfikacji Pucharu Świata i triumfator konkursu na dużej skoczni, Adam Małysz. Polski skoczek uzyskał najlepszą odległość pierwszej serii – 104 metry, dzięki czemu prowadził z przewagą 5,5 punktu nad drugim Miyahirą. Lider Pucharu Świata, Sven Hannawald skoczył o dziewięć metrów krócej od Małysza i został sklasyfikowany na 21. pozycji.
Serię finałową rozpoczął Alan Alborn, który skoczył 90 metrów. Drugi w kolejności Teppei Takano przekroczył o 1,5 metra punkt K i wyprzedził amerykańskiego skoczka o 15,5 punktu. Zmiana lidera nastąpiła po skoku na 98,5 metra 26. po pierwszej serii Christofa Duffnera. Kolejny ze skoczków, Simon Ammann uzyskał 102,5 metra, co w tym momencie było drugą najdłuższą odległością konkursu. Szwajcar utrzymał prowadzenie przez dwanaście kolejnych skoków. Piętnasty po pierwszej serii Christian Nagiller upadł po lądowaniu na 90 metr i spadł w klasyfikacji na ostatnią pozycję. Upadek zaliczył także inny reprezentant Austrii, Florian Liegl, jednak uzyskał on rezultat o dziewięć metrów lepszy. Prowadzącego Simona Ammanna wyprzedził dwunasty po pierwszej serii Veli-Matti Lindström, który skoczył o 1,5 metra krócej od Szwajcara, ale dzięki blisko dziesięciopunktowej przewadze z pierwszej serii został liderem konkursu. Skok na 102 metry oddał Arttu Lappi i wyprzedził Lindströma. Prowadzenie w konkursie obejmowali dwaj kolejni skoczkowie: Noriaki Kasai po skoku na 104 metry oraz Tommy Ingebrigtsen po skoku o metr lepszym. Czterej kolejni zawodnicy – Tami Kiuru, Martin Höllwarth, Matti Hautamäki i Hideharu Miyahira uzyskali gorsze rezultaty od prowadzących Ingebrigtsena i Kasai, w wyniku czego uplasowali się na dalszych pozycjach. Lider po pierwszej serii, Adam Małysz uzyskał 107,5 metra i z przewagą 16 punktów nad drugim Ingebrigstenem zwyciężył w drugim konkursie indywidualnym na mistrzostwach świata w Val di Fiemme. Jednocześnie reprezentant Polski o jeden metr pobił rekord skoczni Trampolino Dal Ben.

### Złote medale Adama Małysza
Adam Małysz jako czwarty skoczek narciarski w historii zdobył dwa złote medale w konkurencjach indywidualnych podczas jednych mistrzostw świata w narciarstwie klasycznym. Przed Małyszem dokonali tego: Bjørn Wirkola na mistrzostwach w 1966 roku, Garij Napałkow w 1970 roku i Hans-Georg Aschenbach w 1974 roku.

## Medaliści

### Konkurs indywidualny na skoczni K-120 (22.02.2003)
| Medal | Imię i nazwisko | Skok 1            | Skok 2            | Noty za styl A • B • C • D • E                                    | Nota łączna | Strata   |
| ----- | --------------- | ----------------- | ----------------- | ----------------------------------------------------------------- | ----------- | -------- |
|       | Adam Małysz     | 134,0 m 143,2 pkt | 136,0 m 145,8 pkt | 19,5 • 18,5 • 19,0 • 19,5 • 20,0 19,5 • 19,0 • 19,0 • 19,0 • 19,0 | 289,0 pkt   | –        |
|       | Matti Hautamäki | 134,0 m 143,7 pkt | 133,5 m 142,8 pkt | 19,5 • 19,5 • 19,5 • 19,5 • 19,5 19,5 • 19,5 • 19,5 • 19,5 • 19,5 | 286,5 pkt   | 2,5 pkt  |
|       | Noriaki Kasai   | 131,0 m 136,8 pkt | 130,5 m 136,4 pkt | 19,0 • 19,0 • 19,0 • 19,0 • 19,0 19,5 • 19,0 • 19,0 • 19,5 • 19,0 | 273,2 pkt   | 15,8 pkt |

### Konkurs drużynowy na skoczni K-120 (23.02.2003)
| Medal               | Kraj      | Imię i nazwisko    | Skok 1            | Skok 2                                                            | Noty za styl A • B • C • D • E                                    | Nota łączna zawodnika | Nota łączna drużyny | Strata   |
| ------------------- | --------- | ------------------ | ----------------- | ----------------------------------------------------------------- | ----------------------------------------------------------------- | --------------------- | ------------------- | -------- |
|                     | Finlandia | Janne Ahonen       | 118,5 m 112,8 pkt | 124,0 m 123,7 pkt                                                 | 18,0 • 19,0 • 18,5 • 18,5 • 18,5 18,5 • 19,0 • 18,5 • 19,0 • 19,0 | 236,5 pkt             | 1046,6 pkt          | –        |
| Tami Kiuru          | Finlandia | 132,0 m 139,1 pkt  | 130,0 m 135,0 pkt | 19,0 • 19,0 • 19,0 • 19,5 • 19,5 19,0 • 19,0 • 19,0 • 18,5 • 19,5 | 274,1 pkt                                                         |                       | 1046,6 pkt          | –        |
| Arttu Lappi         | Finlandia | 127,0 m 128,6 pkt  | 129,5 m 133,6 pkt | 18,5 • 18,5 • 19,0 • 19,0 • 18,5 19,0 • 19,0 • 18,5 • 19,0 • 18,5 | 262,2 pkt                                                         |                       | 1046,6 pkt          | –        |
| Matti Hautamäki     | Finlandia | 131,0 m 137,3 pkt  | 130,0 m 136,5 pkt | 19,0 • 19,5 • 19,0 • 19,5 • 19,0 19,5 • 19,5 • 19,5 • 19,5 • 19,5 | 273,8 pkt                                                         |                       | 1046,6 pkt          | –        |
|                     | Japonia   | Kazuyoshi Funaki   | 120,5 m 117,9 pkt | 124,5 m 102,1 pkt                                                 | 19,0 • 19,5 • 18,5 • 19,0 • 19,0 11,5 • 11,0 • 13,5 • 11,5 • 11,0 | 220,0 pkt             | 1010,1 pkt          | 36,5 pkt |
| Akira Higashi       | Japonia   | 125,5 m 123,9 pkt  | 124,5 m 123,6 pkt | 18,0 • 18,0 • 18,0 • 18,5 • 18,0 18,5 • 18,5 • 18,5 • 18,5 • 18,5 | 247,5 pkt                                                         |                       | 1010,1 pkt          | 36,5 pkt |
| Hideharu Miyahira   | Japonia   | 132,0 m 138,6 pkt  | 128,0 m 132,4 pkt | 19,5 • 19,0 • 19,0 • 19,0 • 19,0 19,5 • 19,0 • 19,0 • 19,5 • 19,5 | 271,0 pkt                                                         |                       | 1010,1 pkt          | 36,5 pkt |
| Noriaki Kasai       | Japonia   | 130,0 m 131,5 pkt  | 132,0 m 140,1 pkt | 16,5 • 18,0 • 18,0 • 18,5 • 17,5 19,5 • 19,5 • 19,5 • 19,5 • 19,5 | 271,6 pkt                                                         |                       | 1010,1 pkt          | 36,5 pkt |
|                     | Norwegia  | Tommy Ingebrigtsen | 124,0 m 121,7 pkt | 126,0 m 126,3 pkt                                                 | 18,5 • 18,5 • 18,0 • 18,0 • 17,5 18,5 • 18,5 • 18,5 • 18,5 • 18,0 | 248,0 pkt             | 991,9 pkt           | 54,7 pkt |
| Lars Bystøl         | Norwegia  | 128,0 m 130,9 pkt  | 124,5 m 123,1 pkt | 18,5 • 18,5 • 19,0 • 19,0 • 19,0 18,0 • 18,0 • 18,5 • 18,5 • 18,5 | 254,0 pkt                                                         |                       | 991,9 pkt           | 54,7 pkt |
| Sigurd Pettersen    | Norwegia  | 125,5 m 124,9 pkt  | 125,0 m 125,0 pkt | 18,0 • 18,5 • 18,0 • 18,5 • 18,5 19,0 • 18,5 • 18,5 • 18,5 • 19,0 | 249,9 pkt                                                         |                       | 991,9 pkt           | 54,7 pkt |
| Bjørn Einar Romøren | Norwegia  | 123,5 m 121,8 pkt  | 121,5 m 118,2 pkt | 18,0 • 18,5 • 18,5 • 19,0 • 18,5 18,0 • 18,5 • 18,5 • 18,5 • 18,5 | 240,0 pkt                                                         |                       | 991,9 pkt           | 54,7 pkt |

### Konkurs indywidualny na skoczni K-95 (28.02.2003)
| Medal | Imię i nazwisko    | Skok 1            | Skok 2            | Noty za styl A • B • C • D • E                                    | Nota łączna | Strata   |
| ----- | ------------------ | ----------------- | ----------------- | ----------------------------------------------------------------- | ----------- | -------- |
|       | Adam Małysz        | 104,0 m 135,5 pkt | 107,5 m 143,5 pkt | 19,5 • 19,0 • 19,0 • 19,0 • 19,5 19,0 • 19,5 • 19,5 • 20,0 • 19,5 | 279,0 pkt   | –        |
|       | Tommy Ingebrigtsen | 100,5 m 126,5 pkt | 105,0 m 136,5 pkt | 18,5 • 18,5 • 18,0 • 18,5 • 19,0 18,5 • 19,5 • 19,0 • 19,0 • 18,5 | 263,0 pkt   | 16,0 pkt |
|       | Noriaki Kasai      | 99,0 m 124,5 pkt  | 104,0 m 135,0 pkt | 19,0 • 18,5 • 19,0 • 19,0 • 18,5 19,0 • 19,0 • 19,0 • 19,5 • 19,0 | 259,5 pkt   | 19,5 pkt |

### Klasyfikacja medalowa
| Miejsce | Reprezentacja | Złoto | Srebro | Brąz | Razem |
| ------- | ------------- | ----- | ------ | ---- | ----- |
| 1       | Polska        | 2     | 0      | 0    | 2     |
| 2       | Finlandia     | 1     | 1      | 0    | 2     |
| 3       | Japonia       | 0     | 1      | 2    | 3     |
| 4       | Norwegia      | 0     | 1      | 1    | 2     |
| Razem   | Razem         | 3     | 3      | 3    | 9     |

## Wyniki

### Kwalifikacje do konkursu indywidualnego na skoczni K-120 (22.02.2003)
| Miejsce | Skoczek              | Państwo           | Skok  | Wynik punktowy | Kwalifikacja |
| ------- | -------------------- | ----------------- | ----- | -------------- | ------------ |
| 1.      | Noriaki Kasai        | Japonia           | 131,5 | 138,7          | pq           |
| 2.      | Matti Hautamäki      | Finlandia         | 130,0 | 136,0          | Q            |
| 3.      | Adam Małysz          | Polska            | 128,5 | 131,8          | pq           |
| 4.      | Tommy Ingebrigtsen   | Norwegia          | 127,0 | 127,6          | Q            |
| 5.      | Hideharu Miyahira    | Japonia           | 125,5 | 126,4          | pq           |
| 6.      | Arttu Lappi          | Finlandia         | 125,5 | 125,4          | Q            |
| 7.      | Robert Kranjec       | Słowenia          | 125,0 | 124,0          | Q            |
| 8.      | Simon Ammann         | Szwajcaria        | 123,5 | 122,3          | Q            |
| 9.      | Tami Kiuru           | Finlandia         | 123,0 | 121,4          | Q            |
| 10.     | Andreas Widhölzl     | Austria           | 123,0 | 120,9          | pq           |
| 11.     | Bjørn Einar Romøren  | Norwegia          | 124,0 | 118,2          | pq           |
| 12.     | Janne Ahonen         | Finlandia         | 120,5 | 117,4          | pq           |
| 13.     | Michael Uhrmann      | Niemcy            | 121,0 | 116,8          | Q            |
| 14.     | Primož Peterka       | Słowenia          | 120,0 | 115,5          | pq           |
| 15.     | Kazuyoshi Funaki     | Japonia           | 120,5 | 115,4          | Q            |
| 16.     | Martin Höllwarth     | Austria           | 119,5 | 114,1          | pq           |
| 17.     | Roar Ljøkelsøy       | Norwegia          | 120,0 | 114,0          | pq           |
| 17.     | Georg Späth          | Niemcy            | 120,0 | 114,0          | Q            |
| 19.     | Christof Duffner     | Niemcy            | 118,0 | 110,4          | Q            |
| 20.     | Sigurd Pettersen     | Norwegia          | 117,0 | 110,1          | pq           |
| 21.     | Sven Hannawald       | Niemcy            | 119,5 | 108,6          | pq           |
| 22.     | Martin Schmitt       | Niemcy            | 116,0 | 105,8          | Q            |
| 23.     | Roberto Cecon        | Włochy            | 114,5 | 103,6          | Q            |
| 24.     | Jakub Janda          | Czechy            | 114,5 | 102,6          | Q            |
| 25.     | Christian Nagiller   | Austria           | 114,0 | 102,2          | Q            |
| 26.     | Marcin Bachleda      | Polska            | 112,5 | 100,0          | Q            |
| 27.     | Jan Matura           | Czechy            | 112,0 | 99,6           | Q            |
| 28.     | Rok Benkovič         | Słowenia          | 112,0 | 97,6           | Q            |
| 29.     | Nicolas Dessum       | Francja           | 111,0 | 95,3           | Q            |
| 30.     | Walerij Kobielew     | Rosja             | 110,0 | 94,0           | Q            |
| 31.     | Akira Higashi        | Japonia           | 110,0 | 93,5           | Q            |
| 32.     | Clint Jones          | Stany Zjednoczone | 109,0 | 92,7           | Q            |
| 33.     | Peter Žonta          | Słowenia          | 108,5 | 91,8           | pq           |
| 34.     | Jaan Jüris           | Estonia           | 108,5 | 91,3           | Q            |
| 35.     | Robert Mateja        | Polska            | 106,0 | 87,8           | Q            |
| 36.     | Ilja Roslakow        | Rosja             | 106,5 | 87,7           | Q            |
| 37.     | Alan Alborn          | Stany Zjednoczone | 106,0 | 87,3           | Q            |
| 38.     | Dmitrij Wasiljew     | Rosja             | 109,0 | 87,2           | Q            |
| 39.     | Kristoffer Jåfs      | Szwecja           | 105,5 | 85,4           | Q            |
| 40.     | Ingemar Mayr         | Holandia          | 105,5 | 85,4           | Q            |
| 41.     | Marco Steinauer      | Szwajcaria        | 105,0 | 84,0           | Q            |
| 42.     | Sylvain Freiholz     | Szwajcaria        | 104,5 | 83,1           | Q            |
| 43.     | Jan Mazoch           | Czechy            | 104,0 | 80,7           | Q            |
| 44.     | Andreas Küttel       | Szwajcaria        | 102,0 | 79,1           | Q            |
| 45.     | Tomisław Tajner      | Polska            | 102,0 | 79,1           | Q            |
| 46.     | Lukáš Hlava          | Czechy            | 101,0 | 75,8           | Q            |
| 47.     | Aleksiej Siłajew     | Rosja             | 100,0 | 73,0           | Q            |
| 48.     | Choi Heung-chul      | Korea Południowa  | 99,0  | 72,2           | Q            |
| 49.     | Giancarlo Adami      | Włochy            | 99,0  | 71,2           | Q            |
| 50.     | Stefano Chiapolino   | Włochy            | 99,5  | 71,1           | nq           |
| 51.     | Kim Hyun-ki          | Korea Południowa  | 97,5  | 68,5           | nq           |
| 52.     | Christoph Kreuzer    | Holandia          | 97,0  | 68,1           | nq           |
| 53.     | Martin Mesík         | Słowacja          | 97,0  | 67,6           | nq           |
| 53.     | Kang Chil-gu         | Korea Południowa  | 97,0  | 67,6           | nq           |
| 55.     | Stanisław Filimonow  | Kazachstan        | 94,0  | 63,7           | nq           |
| 56.     | Jens Salumäe         | Estonia           | 95,0  | 63,0           | nq           |
| 57.     | Maksim Połunin       | Kazachstan        | 93,5  | 60,3           | nq           |
| 58.     | Alessio Bolognani    | Włochy            | 93,5  | 58,3           | nq           |
| 59.     | Wołodymyr Boszczuk   | Ukraina           | 92,5  | 58,0           | nq           |
| 60.     | Dzmitryj Afanasienka | Białoruś          | 91,5  | 57,2           | nq           |
| 61.     | Florian Liegl        | Austria           | 94,5  | 56,1           | pq           |
| 62.     | Ihor Bojczuk         | Ukraina           | 91,0  | 55,8           | nq           |
| 63.     | Aleksandr Swietłow   | Białoruś          | 87,5  | 49,5           | nq           |
| 64.     | Pawieł Gajduk        | Kazachstan        | 88,0  | 48,9           | nq           |
| 64.     | Radik Żaparow        | Kazachstan        | 88,0  | 48,9           | nq           |
| 66.     | Ołeksandr Łazarowycz | Ukraina           | 86,5  | 46,2           | nq           |
| 67.     | Dušan Oršula         | Słowacja          | 86,5  | 41,7           | nq           |
| 68.     | Georgi Żarkow        | Bułgaria          | 83,5  | 40,8           | nq           |
| 69.     | Csaba Magdo          | Rumunia           | 79,0  | 32,2           | nq           |
| –       | Dmitrij Czwykow      | Kirgistan         | DNS   | –              | nq           |

Legenda:
pq - zawodnik ma zapewnioną kwalifikację dzięki pozycji w pierwszej "15" klasyfikacji Pucharu Świata
Q - zawodnik zakwalifikował się do konkursu głównego
nq - zawodnik odpadł w kwalifikacjach
DNS - zawodnik nie wystartował

### Konkurs indywidualny na skoczni K-120 (22.02.2003)
| Miejsce | Zawodnik            | Państwo           | Skok 1 | Skok 2 | Punkty |
| ------- | ------------------- | ----------------- | ------ | ------ | ------ |
| 1.      | Adam Małysz         | Polska            | 134,0  | 136,0  | 289,0  |
| 2.      | Matti Hautamäki     | Finlandia         | 134,0  | 133,5  | 286,5  |
| 3.      | Noriaki Kasai       | Japonia           | 131,0  | 130,5  | 273,2  |
| 4.      | Tommy Ingebrigtsen  | Norwegia          | 129,0  | 131,5  | 266,9  |
| 5.      | Hideharu Miyahira   | Japonia           | 130,0  | 130,5  | 264,4  |
| 6.      | Robert Kranjec      | Słowenia          | 127,0  | 128,5  | 260,9  |
| 7.      | Sven Hannawald      | Niemcy            | 129,5  | 125,0  | 260,6  |
| 8.      | Florian Liegl       | Austria           | 125,0  | 129,0  | 257,2  |
| 9.      | Michael Uhrmann     | Niemcy            | 126,5  | 124,0  | 249,4  |
| 10.     | Tami Kiuru          | Finlandia         | 126,0  | 124,0  | 249,0  |
| 11.     | Andreas Widhölzl    | Austria           | 124,5  | 124,0  | 247,3  |
| 12.     | Arttu Lappi         | Finlandia         | 124,0  | 124,0  | 245,4  |
| 13.     | Bjørn Einar Romøren | Norwegia          | 123,5  | 123,5  | 243,6  |
| 14.     | Martin Höllwarth    | Austria           | 124,0  | 122,0  | 243,3  |
| 15.     | Primož Peterka      | Słowenia          | 122,5  | 123,5  | 242,8  |
| 16.     | Kazuyoshi Funaki    | Japonia           | 125,0  | 119,5  | 237,6  |
| 17.     | Simon Ammann        | Szwajcaria        | 124,0  | 119,5  | 237,3  |
| 18.     | Sigurd Pettersen    | Norwegia          | 123,5  | 120,5  | 233,7  |
| 19.     | Georg Späth         | Niemcy            | 121,0  | 120,0  | 230,8  |
| 20.     | Jan Matura          | Czechy            | 120,5  | 119,0  | 228,1  |
| 21.     | Martin Schmitt      | Niemcy            | 118,0  | 123,0  | 227,8  |
| 22.     | Roar Ljøkelsøy      | Norwegia          | 120,5  | 119,0  | 226,1  |
| 23.     | Rok Benkovič        | Słowenia          | 115,0  | 120,5  | 221,4  |
| 24.     | Christof Duffner    | Niemcy            | 118,0  | 118,0  | 220,3  |
| 25.     | Jakub Janda         | Czechy            | 115,5  | 120,0  | 219,4  |
| 26.     | Roberto Cecon       | Włochy            | 118,0  | 118,0  | 218,8  |
| 27.     | Marcin Bachleda     | Polska            | 119,0  | 112,5  | 212,7  |
| 28.     | Nicolas Dessum      | Francja           | 116,0  | 116,0  | 211,6  |
| 29.     | Peter Žonta         | Słowenia          | 115,5  | 113,0  | 204,8  |
| 30.     | Ilja Roslakow       | Rosja             | 117,5  | 109,0  | 200,7  |
| 31.     | Christian Nagiller  | Austria           | 113,5  | –      | 100,8  |
| 32.     | Dmitrij Wasiljew    | Rosja             | 114,0  | –      | 96,7   |
| 33.     | Kristoffer Jåfs     | Szwecja           | 110,0  | –      | 94,5   |
| 34.     | Alan Alborn         | Stany Zjednoczone | 110,0  | –      | 94,0   |
| 35.     | Janne Ahonen        | Finlandia         | 120,0  | –      | 93,5   |
| 36.     | Tomisław Tajner     | Polska            | 109,0  | –      | 92,7   |
| 36.     | Robert Mateja       | Polska            | 109,0  | –      | 92,7   |
| 38.     | Akira Higashi       | Japonia           | 108,0  | –      | 91,9   |
| 39.     | Walerij Kobielew    | Rosja             | 108,0  | –      | 90,4   |
| 40.     | Clint Jones         | Stany Zjednoczone | 107,5  | –      | 89,5   |
| 41.     | Sylvain Freiholz    | Szwajcaria        | 108,0  | –      | 89,4   |
| 41.     | Aleksiej Siłajew    | Rosja             | 108,0  | –      | 89,4   |
| 43.     | Jaan Jüris          | Estonia           | 107,0  | –      | 88,6   |
| 44.     | Lukáš Hlava         | Czechy            | 106,5  | –      | 86,7   |
| 45.     | Marco Steinauer     | Szwajcaria        | 103,5  | –      | 81,3   |
| 46.     | Ingemar Mayr        | Holandia          | 102,5  | –      | 80,0   |
| 47.     | Andreas Küttel      | Szwajcaria        | 100,0  | –      | 74,5   |
| 48.     | Jan Mazoch          | Czechy            | 99,0   | –      | 71,7   |
| 49.     | Choi Heung-chul     | Korea Południowa  | 99,0   | –      | 71,2   |
| 50.     | Giancarlo Adami     | Włochy            | 97,0   | –      | 67,1   |

### Konkurs drużynowy na skoczni K-120 (23.02.2003)
| M   | Państwo    | Skład                | Skok 1 | Skok 2 | Punkty |
| --- | ---------- | -------------------- | ------ | ------ | ------ |
| 1.  | Finlandia  | Janne Ahonen         | 118,5  | 124,0  | 1046,6 |
| 1.  | Finlandia  | Tami Kiuru           | 132,0  | 130,0  | 1046,6 |
| 1.  | Finlandia  | Arttu Lappi          | 127,0  | 129,5  | 1046,6 |
| 1.  | Finlandia  | Matti Hautamäki      | 131,0  | 130,0  | 1046,6 |
| 2.  | Japonia    | Kazuyoshi Funaki     | 120,5  | 124,5  | 1010,1 |
| 2.  | Japonia    | Akira Higashi        | 125,5  | 124,5  | 1010,1 |
| 2.  | Japonia    | Hideharu Miyahira    | 132,0  | 128,0  | 1010,1 |
| 2.  | Japonia    | Noriaki Kasai        | 130,0  | 132,0  | 1010,1 |
| 3.  | Norwegia   | Tommy Ingebrigtsen   | 124,0  | 126,0  | 991,9  |
| 3.  | Norwegia   | Lars Bystøl          | 128,0  | 124,5  | 991,9  |
| 3.  | Norwegia   | Sigurd Pettersen     | 125,5  | 125,0  | 991,9  |
| 3.  | Norwegia   | Bjørn Einar Romøren  | 123,5  | 121,5  | 991,9  |
| 4.  | Niemcy     | Martin Schmitt       | 117,5  | 121,5  | 963,3  |
| 4.  | Niemcy     | Georg Späth          | 125,0  | 124,5  | 963,3  |
| 4.  | Niemcy     | Michael Uhrmann      | 125,0  | 121,0  | 963,3  |
| 4.  | Niemcy     | Sven Hannawald       | 125,0  | 124,0  | 963,3  |
| 5.  | Austria    | Martin Höllwarth     | 122,0  | 123,5  | 961,8  |
| 5.  | Austria    | Andreas Kofler       | 122,0  | 121,5  | 961,8  |
| 5.  | Austria    | Andreas Widhölzl     | 129,0  | 123,5  | 961,8  |
| 5.  | Austria    | Florian Liegl        | 127,5  | 124,5  | 961,8  |
| 6.  | Słowenia   | Peter Žonta          | 111,0  | 113,5  | 954,5  |
| 6.  | Słowenia   | Rok Benkovič         | 123,0  | 121,0  | 954,5  |
| 6.  | Słowenia   | Primož Peterka       | 126,0  | 125,0  | 954,5  |
| 6.  | Słowenia   | Robert Kranjec       | 130,0  | 128,0  | 954,5  |
| 7.  | Polska     | Robert Mateja        | 107,5  | 118,0  | 898,4  |
| 7.  | Polska     | Tomisław Tajner      | 112,5  | 112,0  | 898,4  |
| 7.  | Polska     | Marcin Bachleda      | 115,5  | 120,0  | 898,4  |
| 7.  | Polska     | Adam Małysz          | 133,5  | 134,0  | 898,4  |
| 8.  | Czechy     | Lukáš Hlava          | 104,0  | 106,5  | 809,1  |
| 8.  | Czechy     | Jan Mazoch           | 110,5  | 111,5  | 809,1  |
| 8.  | Czechy     | Jan Matura           | 120,0  | 121,5  | 809,1  |
| 8.  | Czechy     | Jakub Janda          | 117,0  | 118,5  | 809,1  |
| 9.  | Szwajcaria | Marco Steinauer      | 103,5  | 106,0  | 763,1  |
| 9.  | Szwajcaria | Sylvain Freiholz     | 108,0  | 112,5  | 763,1  |
| 9.  | Szwajcaria | Andreas Küttel       | 107,0  | 107,0  | 763,1  |
| 9.  | Szwajcaria | Simon Ammann         | 116,5  | 126,5  | 763,1  |
| 10. | Włochy     | Marco Beltrame       | 95,0   | 100,5  | 696,8  |
| 10. | Włochy     | Giancarlo Adami      | 99,5   | 102,5  | 696,8  |
| 10. | Włochy     | Stefano Chiapolino   | 110,5  | 110,5  | 696,8  |
| 10. | Włochy     | Roberto Cecon        | 116,0  | 119,0  | 696,8  |
| 11. | Kazachstan | Pawieł Gajduk        | 94,5   | 97,5   | 534,9  |
| 11. | Kazachstan | Maksim Połunin       | 98,0   | 97,5   | 534,9  |
| 11. | Kazachstan | Stanisław Filimonow  | 98,5   | 102,0  | 534,9  |
| 11. | Kazachstan | Radik Żaparow        | 94,5   | 93,0   | 534,9  |
| 12. | Białoruś   | Aleksandr Swietłow   | 90,0   | 92,5   | 454,6  |
| 12. | Białoruś   | Alaksandr Dziadziula | 87,0   | 87,0   | 454,6  |
| 12. | Białoruś   | Iwan Sobolew         | 92,5   | 87,5   | 454,6  |
| 12. | Białoruś   | Dzmitryj Afanasienka | 99,5   | 98,5   | 454,6  |
| 13. | Ukraina    | Witalij Szumbareć    | 82,5   | 85,5   | 450,7  |
| 13. | Ukraina    | Ołeksandr Łazarowicz | 98,0   | 102,5  | 450,7  |
| 13. | Ukraina    | Ihor Bojczuk         | 92,0   | 88,0   | 450,7  |
| 13. | Ukraina    | Wołodymyr Boszczuk   | 93,5   | 92,0   | 450,7  |

### Kwalifikacje do konkursu indywidualnego na skoczni K-95 (27.02.2003)
| Miejsce | Skoczek              | Państwo           | Skok  | Wynik punktowy | Kwalifikacja |
| ------- | -------------------- | ----------------- | ----- | -------------- | ------------ |
| 1.      | Adam Małysz          | Polska            | 105,0 | 138,0          | pq           |
| 2.      | Tami Kiuru           | Finlandia         | 102,5 | 132,5          | Q            |
| 3.      | Arttu Lappi          | Finlandia         | 102,5 | 130,5          | Q            |
| 4.      | Matti Hautamäki      | Finlandia         | 102,5 | 130,0          | Q            |
| 5.      | Veli-Matti Lindström | Finlandia         | 101,5 | 128,5          | Q            |
| 6.      | Sven Hannawald       | Niemcy            | 99,5  | 125,5          | pq           |
| 7.      | Georg Späth          | Niemcy            | 99,5  | 124,5          | Q            |
| 8.      | Noriaki Kasai        | Japonia           | 102,0 | 124,0          | pq           |
| 8.      | Lars Bystøl          | Norwegia          | 99,5  | 124,0          | Q            |
| 8.      | Tommy Ingebrigtsen   | Norwegia          | 99,5  | 124,0          | Q            |
| 11.     | Simon Ammann         | Szwajcaria        | 99,5  | 123,5          | Q            |
| 12.     | Jakub Janda          | Czechy            | 98,5  | 122,5          | Q            |
| 12.     | Roberto Cecon        | Włochy            | 99,0  | 122,5          | Q            |
| 14.     | Martin Höllwarth     | Austria           | 97,5  | 120,5          | pq           |
| 14.     | Kazuyoshi Funaki     | Japonia           | 97,5  | 120,5          | Q            |
| 16.     | Michael Uhrmann      | Niemcy            | 97,5  | 120,0          | Q            |
| 17.     | Florian Liegl        | Austria           | 97,5  | 119,5          | pq           |
| 17.     | Robert Kranjec       | Słowenia          | 97,0  | 119,5          | Q            |
| 19.     | Damjan Fras          | Słowenia          | 97,5  | 118,0          | Q            |
| 19.     | Hideharu Miyahira    | Japonia           | 96,0  | 117,5          | pq           |
| 21.     | Bjørn Einar Romøren  | Norwegia          | 95,5  | 116,0          | pq           |
| 21.     | Christof Duffner     | Niemcy            | 96,0  | 116,0          | Q            |
| 21.     | Nicolas Dessum       | Francja           | 96,0  | 116,0          | Q            |
| 24.     | Thomas Morgenstern   | Austria           | 95,0  | 114,0          | Q            |
| 25.     | Roar Ljøkelsøy       | Norwegia          | 94,5  | 113,5          | pq           |
| 25.     | Christian Nagiller   | Austria           | 94,5  | 113,5          | Q            |
| 27.     | Ilja Roslakow        | Rosja             | 93,0  | 110,0          | Q            |
| 28.     | Dmitrij Wasiljew     | Rosja             | 91,0  | 106,0          | Q            |
| 28.     | Rok Benkovič         | Słowenia          | 91,0  | 106,0          | Q            |
| 28.     | Jan Matura           | Czechy            | 91,0  | 106,0          | Q            |
| 31.     | Marcin Bachleda      | Polska            | 90,5  | 105,0          | Q            |
| 32.     | Teppei Takano        | Japonia           | 90,0  | 102,5          | Q            |
| 33.     | Jaan Jüris           | Estonia           | 89,5  | 101,5          | Q            |
| 33.     | Walerij Kobielew     | Rosja             | 89,5  | 101,5          | Q            |
| 35.     | Ingemar Mayr         | Holandia          | 88,5  | 100,0          | Q            |
| 36.     | Sylvain Freiholz     | Szwajcaria        | 89,0  | 99,5           | Q            |
| 36.     | Alan Alborn          | Stany Zjednoczone | 88,0  | 99,5           | Q            |
| 38.     | Robert Mateja        | Polska            | 87,5  | 98,0           | Q            |
| 39.     | Michal Doležal       | Czechy            | 88,0  | 97,5           | Q            |
| 40.     | Clint Jones          | Stany Zjednoczone | 87,5  | 96,5           | Q            |
| 41.     | Tomisław Tajner      | Polska            | 86,5  | 95,5           | Q            |
| 41.     | Tomasz Pochwała      | Polska            | 86,5  | 95,5           | Q            |
| 43.     | Andreas Küttel       | Szwajcaria        | 86,0  | 95,0           | Q            |
| 44.     | Kristoffer Jåfs      | Szwecja           | 86,0  | 93,0           | Q            |
| 45.     | Marco Steinauer      | Szwajcaria        | 84,0  | 89,5           | Q            |
| 46.     | Aleksiej Siłajew     | Rosja             | 85,0  | 89,5           | Q            |
| 47.     | Jan Mazoch           | Czechy            | 84,0  | 89,0           | Q            |
| 48.     | Christoph Kreuzer    | Holandia          | 83,5  | 88,5           | Q            |
| 48.     | Stefano Chiapolino   | Włochy            | 84,0  | 88,5           | Q            |
| 50.     | Martin Mesík         | Słowacja          | 82,5  | 85,0           | nq           |
| 51.     | Alessio Bolognani    | Włochy            | 82,0  | 84,5           | nq           |
| 52.     | Choi Heung-chul      | Korea Południowa  | 81,5  | 84,0           | nq           |
| 52.     | Stanisław Filimonow  | Kazachstan        | 81,5  | 84,0           | nq           |
| 52.     | Kim Hyun-ki          | Korea Południowa  | 81,5  | 84,0           | nq           |
| 55.     | Jens Salumäe         | Estonia           | 81,5  | 83,5           | nq           |
| 55.     | Kang Chil-gu         | Korea Południowa  | 81,5  | 83,5           | nq           |
| 55.     | Giancarlo Adami      | Włochy            | 83,0  | 83,5           | nq           |
| 58.     | Maksim Połunin       | Kazachstan        | 81,0  | 82,0           | nq           |
| 59.     | Ihor Bojczuk         | Ukraina           | 81,0  | 81,5           | nq           |
| 60.     | Pawieł Gajduk        | Kazachstan        | 80,0  | 79,0           | nq           |
| 61.     | Dzmitryj Afanasienka | Białoruś          | 78,5  | 77,0           | nq           |
| 62.     | Dušan Oršula         | Słowacja          | 77,5  | 72,5           | nq           |
| 63.     | Ołeksandr Łazarowicz | Ukraina           | 76,5  | 71,5           | nq           |
| 63.     | Radik Żaparow        | Kazachstan        | 77,5  | 71,5           | nq           |
| 65.     | Wołodymyr Boszczuk   | Ukraina           | 76,0  | 68,5           | nq           |
| 66.     | Georgi Żarkow        | Bułgaria          | 74,0  | 65,5           | nq           |
| 67.     | Aleksandr Swietłow   | Białoruś          | 74,0  | 65,0           | nq           |
| 68.     | Csaba Magdo          | Rumunia           | 71,0  | 58,5           | nq           |
| –       | Primož Peterka       | Słowenia          | DNS   | –              | pq           |
| –       | Dmitrij Czwykow      | Kirgistan         | DNS   | –              | nq           |

Legenda:
pq - zawodnik ma zapewnioną kwalifikację dzięki pozycji w pierwszej "15" klasyfikacji Pucharu Świata
Q - zawodnik zakwalifikował się do konkursu głównego
nq - zawodnik odpadł w kwalifikacjach
DNS - zawodnik nie wystartował

### Konkurs indywidualny na skoczni K-95 (28.02.2003)
| Miejsce | Zawodnik             | Państwo           | Skok 1 | Skok 2 | Punkty |
| ------- | -------------------- | ----------------- | ------ | ------ | ------ |
| 1.      | Adam Małysz          | Polska            | 104,0  | 107,5  | 279,0  |
| 2.      | Tommy Ingebrigtsen   | Norwegia          | 100,5  | 105,0  | 263,0  |
| 3.      | Noriaki Kasai        | Japonia           | 99,0   | 104,0  | 259,5  |
| 4.      | Hideharu Miyahira    | Japonia           | 101,0  | 101,0  | 259,0  |
| 5.      | Tami Kiuru           | Finlandia         | 100,0  | 102,0  | 258,5  |
| 6.      | Arttu Lappi          | Finlandia         | 99,0   | 102,0  | 253,5  |
| 7.      | Martin Höllwarth     | Austria           | 100,5  | 98,0   | 250,5  |
| 8.      | Veli-Matti Lindström | Finlandia         | 98,0   | 101,0  | 249,0  |
| 9.      | Matti Hautamäki      | Finlandia         | 101,0  | 95,5   | 247,0  |
| 10.     | Bjørn Einar Romøren  | Norwegia          | 99,0   | 96,5   | 241,0  |
| 10.     | Simon Ammann         | Szwajcaria        | 93,0   | 102,5  | 241,0  |
| 12.     | Lars Bystøl          | Norwegia          | 98,0   | 97,0   | 240,5  |
| 13.     | Michael Uhrmann      | Niemcy            | 96,0   | 98,5   | 240,0  |
| 14.     | Jakub Janda          | Czechy            | 95,5   | 98,0   | 237,5  |
| 15.     | Kazuyoshi Funaki     | Japonia           | 94,5   | 99,0   | 235,5  |
| 16.     | Thomas Morgenstern   | Austria           | 95,5   | 96,5   | 235,0  |
| 16.     | Nicolas Dessum       | Francja           | 97,0   | 96,0   | 235,0  |
| 18.     | Primož Peterka       | Słowenia          | 96,5   | 96,0   | 234,5  |
| 18.     | Roar Ljøkelsøy       | Norwegia          | 95,0   | 97,0   | 234,5  |
| 20.     | Christof Duffner     | Niemcy            | 92,5   | 98,5   | 230,5  |
| 21.     | Robert Kranjec       | Słowenia          | 96,0   | 94,0   | 230,0  |
| 22.     | Georg Späth          | Niemcy            | 93,5   | 97,0   | 229,5  |
| 23.     | Roberto Cecon        | Włochy            | 94,0   | 96,0   | 229,0  |
| 24.     | Sven Hannawald       | Niemcy            | 95,0   | 94,0   | 226,5  |
| 25.     | Florian Liegl        | Austria           | 98,0   | 99,0   | 222,5  |
| 26.     | Teppei Takano        | Japonia           | 91,5   | 96,5   | 221,5  |
| 27.     | Ilja Roslakow        | Rosja             | 90,5   | 95,0   | 219,0  |
| 28.     | Jan Matura           | Czechy            | 90,5   | 94,5   | 218,0  |
| 29.     | Alan Alborn          | Stany Zjednoczone | 89,0   | 90,0   | 206,0  |
| 30.     | Christian Nagiller   | Austria           | 96,5   | 90,0   | 201,5  |
| 31.     | Rok Benkovič         | Słowenia          | 88,5   | –      | 101,0  |
| 32.     | Clint Jones          | Stany Zjednoczone | 88,5   | –      | 100,0  |
| 33.     | Walerij Kobielew     | Rosja             | 88,5   | –      | 98,5   |
| 34.     | Kristoffer Jåfs      | Szwecja           | 87,5   | –      | 97,5   |
| 35.     | Damjan Fras          | Słowenia          | 86,5   | –      | 95,5   |
| 36.     | Marcin Bachleda      | Polska            | 86,5   | –      | 95,0   |
| 37.     | Tomisław Tajner      | Polska            | 86,0   | –      | 94,5   |
| 38.     | Jaan Jüris           | Estonia           | 86,0   | –      | 93,0   |
| 39.     | Tomasz Pochwała      | Polska            | 85,0   | –      | 92,5   |
| 39.     | Michal Doležal       | Czechy            | 85,5   | –      | 92,5   |
| 41.     | Sylvain Freiholz     | Szwajcaria        | 85,0   | –      | 91,0   |
| 41.     | Robert Mateja        | Polska            | 84,5   | –      | 91,0   |
| 41.     | Aleksiej Siłajew     | Rosja             | 85,5   | –      | 91,0   |
| 44.     | Jan Mazoch           | Czechy            | 84,5   | –      | 90,5   |
| 44.     | Stefano Chiapolino   | Włochy            | 85,0   | –      | 90,5   |
| 46.     | Ingemar Mayr         | Holandia          | 84,0   | –      | 89,5   |
| 47.     | Andreas Küttel       | Szwajcaria        | 83,0   | –      | 87,0   |
| 48.     | Marco Steinauer      | Szwajcaria        | 82,0   | –      | 84,5   |
| 49.     | Dmitrij Wasiljew     | Rosja             | 83,5   | –      | 84,0   |
| 50.     | Christoph Kreuzer    | Holandia          | 81,5   | –      | 82,5   |

## Składy reprezentacji
Poniżej znajduje się zestawienie składów wszystkich 24 reprezentacji, które wystawiły przynajmniej jednego skoczka narciarskiego podczas mistrzostw świata. Mimo wcześniejszego zgłoszenia, w żadnej konkurencji nie wystąpili: Dmitrij Czwykow, Maximilian Mechler i Igor Medved. Ze względu na to, że w konkursie na skoczni normalnej tytułu mistrzowskiego bronił Adam Małysz, a w konkursie na skoczni dużej – Martin Schmitt, do serii kwalifikacyjnej przed konkursem na skoczni K-95 przystąpiło pięciu reprezentantów Polski, a na skoczni K-120 – pięciu reprezentantów Niemiec.
| Zawodnik              | Data urodzenia       | Miejsca na MŚ 2001 | Miejsca na MŚ 2001 | Miejsca na MŚ 2001 | Miejsca na MŚ 2001 | Miejsca na MŚ 2003 | Miejsca na MŚ 2003 | Miejsca na MŚ 2003 | Źródło  |
| Zawodnik              | Data urodzenia       | ind. normalna      | ind. duża          | druż. normalna     | druż. duża         | ind. normalna      | ind. duża          | druż. duża         | Źródło  |
| --------------------- | -------------------- | ------------------ | ------------------ | ------------------ | ------------------ | ------------------ | ------------------ | ------------------ | ------- |
| Austria (6)           |                      |                    |                    |                    |                    |                    |                    |                    |         |
| Martin Höllwarth      | 13 kwietnia 1974     | 3                  | 4                  | 1                  | 3                  | 7                  | 14                 | 5                  | [ 31 ]  |
| Andreas Kofler        | 17 maja 1984         | –                  | –                  | –                  | –                  | –                  | –                  | 5                  | [ 32 ]  |
| Florian Liegl         | 1 lutego 1983        | –                  | –                  | –                  | –                  | 25                 | 8                  | 5                  | [ 33 ]  |
| Thomas Morgenstern    | 30 października 1986 | –                  | –                  | –                  | –                  | 16                 | –                  | –                  | [ 34 ]  |
| Christian Nagiller    | 24 czerwca 1984      | –                  | –                  | –                  | –                  | 30                 | 31                 | –                  | [ 35 ]  |
| Andreas Widhölzl      | 14 października 1976 | –                  | –                  | –                  | –                  | –                  | 11                 | 5                  | [ 36 ]  |
| Białoruś (4)          |                      |                    |                    |                    |                    |                    |                    |                    |         |
| Dzmitryj Afanasienka  | 9 marca 1981         | q                  | q                  | –                  | –                  | q                  | q                  | 12                 | [ 37 ]  |
| Alaksandr Dziadziula  | 4 listopada 1982     | –                  | –                  | –                  | –                  | –                  | –                  | 12                 | [ 38 ]  |
| Iwan Sobolew          | 3 marca 1983         | –                  | –                  | –                  | –                  | –                  | –                  | 12                 | [ 39 ]  |
| Aleksandr Swietłow    | 8 kwietnia 1984      | –                  | –                  | –                  | –                  | q                  | q                  | 12                 | [ 40 ]  |
| Bułgaria (1)          |                      |                    |                    |                    |                    |                    |                    |                    |         |
| Georgi Żarkow         | 10 maja 1976         | –                  | –                  | –                  | –                  | q                  | q                  | –                  | [ 41 ]  |
| Czechy (5)            |                      |                    |                    |                    |                    |                    |                    |                    |         |
| Michal Doležal        | 11 marca 1978        | 37                 | 31                 | 7                  | 6                  | 39                 | –                  | –                  | [ 42 ]  |
| Lukáš Hlava           | 10 września 1984     | –                  | –                  | –                  | –                  | –                  | 44                 | 8                  | [ 43 ]  |
| Jakub Janda           | 27 kwietnia 1978     | 17                 | 27                 | 7                  | 6                  | 14                 | 25                 | 8                  | [ 44 ]  |
| Jan Matura            | 29 stycznia 1980     | –                  | –                  | –                  | –                  | 28                 | 20                 | 8                  | [ 45 ]  |
| Jan Mazoch            | 5 września 1985      | –                  | –                  | –                  | –                  | 44                 | 48                 | 8                  | [ 46 ]  |
| Estonia (2)           |                      |                    |                    |                    |                    |                    |                    |                    |         |
| Jaan Jüris            | 23 czerwca 1977      | 44                 | 43                 | –                  | –                  | 38                 | 43                 | –                  | [ 47 ]  |
| Jens Salumäe          | 15 marca 1981        | –                  | –                  | –                  | –                  | q                  | q                  | –                  | [ 48 ]  |
| Finlandia (5)         |                      |                    |                    |                    |                    |                    |                    |                    |         |
| Janne Ahonen          | 11 maja 1977         | 6                  | 3                  | 2                  | 2                  | –                  | 35                 | 1                  | [ 49 ]  |
| Matti Hautamäki       | 14 lipca 1981        | 9                  | –                  | 2                  | –                  | 9                  | 2                  | 1                  | [ 50 ]  |
| Tami Kiuru            | 13 września 1976     | –                  | –                  | –                  | –                  | 5                  | 10                 | 1                  | [ 51 ]  |
| Arttu Lappi           | 11 maja 1984         | –                  | –                  | –                  | –                  | 6                  | 12                 | 1                  | [ 52 ]  |
| Veli-Matti Lindström  | 15 listopada 1983    | –                  | –                  | –                  | –                  | 8                  | –                  | –                  | [ 53 ]  |
| Francja (1)           |                      |                    |                    |                    |                    |                    |                    |                    |         |
| Nicolas Dessum        | 20 lutego 1977       | 22                 | 26                 | –                  | –                  | 16                 | 28                 | –                  | [ 54 ]  |
| Holandia (2)          |                      |                    |                    |                    |                    |                    |                    |                    |         |
| Christoph Kreuzer     | 9 września 1982      | –                  | –                  | –                  | –                  | 50                 | q                  | –                  | [ 55 ]  |
| Ingemar Mayr          | 30 listopada 1975    | –                  | 47                 | –                  | –                  | 46                 | 46                 | –                  | [ 56 ]  |
| Japonia (5)           |                      |                    |                    |                    |                    |                    |                    |                    |         |
| Kazuyoshi Funaki      | 27 kwietnia 1975     | 32                 | –                  | –                  | –                  | 15                 | 16                 | 2                  | [ 57 ]  |
| Akira Higashi         | 7 stycznia 1972      | –                  | –                  | –                  | –                  | –                  | 38                 | 2                  | [ 58 ]  |
| Noriaki Kasai         | 6 czerwca 1972       | 8                  | 19                 | 4                  | 4                  | 3                  | 3                  | 2                  | [ 59 ]  |
| Hideharu Miyahira     | 21 grudnia 1973      | 20                 | 14                 | 4                  | 4                  | 4                  | 5                  | 2                  | [ 60 ]  |
| Teppei Takano         | 25 listopada 1983    | –                  | –                  | –                  | –                  | 26                 | –                  | –                  | [ 61 ]  |
| Kazachstan (4)        |                      |                    |                    |                    |                    |                    |                    |                    |         |
| Stanisław Filimonow   | 7 czerwca 1979       | 43                 | q                  | 11                 | 11                 | q                  | q                  | 11                 | [ 62 ]  |
| Pawieł Gajduk         | 11 lutego 1976       | 46                 | q                  | 11                 | 11                 | q                  | q                  | 11                 | [ 63 ]  |
| Maksim Połunin        | 23 czerwca 1975      | –                  | –                  | –                  | –                  | q                  | q                  | 11                 | [ 64 ]  |
| Radik Żaparow         | 29 lutego 1984       | q                  | q                  | 11                 | 11                 | q                  | q                  | 11                 | [ 65 ]  |
| Kirgistan (1)         |                      |                    |                    |                    |                    |                    |                    |                    |         |
| Dmitrij Czwykow       | 14 października 1974 | 34                 | q                  | –                  | –                  | q                  | q                  | –                  | [ 66 ]  |
| Korea Południowa (3)  |                      |                    |                    |                    |                    |                    |                    |                    |         |
| Choi Heung-chul       | 3 grudnia 1981       | 24                 | 48                 | –                  | –                  | q                  | 49                 | –                  | [ 67 ]  |
| Kang Chil-gu          | 8 sierpnia 1983      | –                  | –                  | –                  | –                  | q                  | q                  | –                  | [ 68 ]  |
| Kim Hyun-ki           | 9 lutego 1983        | q                  | q                  | –                  | –                  | q                  | q                  | –                  | [ 69 ]  |
| Niemcy (6)            |                      |                    |                    |                    |                    |                    |                    |                    |         |
| Christof Duffner      | 16 grudnia 1971      | –                  | –                  | –                  | –                  | 20                 | 24                 | –                  | [ 70 ]  |
| Sven Hannawald        | 9 listopada 1974     | 36                 | 6                  | 3                  | 1                  | 24                 | 7                  | 4                  | [ 71 ]  |
| Maximilian Mechler    | 3 stycznia 1984      | –                  | –                  | –                  | –                  | –                  | –                  | –                  | [ 72 ]  |
| Martin Schmitt        | 29 stycznia 1978     | 2                  | 1                  | 3                  | 1                  | –                  | 21                 | 4                  | [ 73 ]  |
| Georg Späth           | 24 lutego 1981       | –                  | –                  | –                  | –                  | 22                 | 19                 | 4                  | [ 74 ]  |
| Michael Uhrmann       | 16 września 1978     | –                  | 13                 | 3                  | 1                  | 13                 | 9                  | 4                  | [ 75 ]  |
| Norwegia (5)          |                      |                    |                    |                    |                    |                    |                    |                    |         |
| Lars Bystøl           | 4 grudnia 1978       | –                  | –                  | –                  | –                  | 12                 | –                  | 3                  | [ 76 ]  |
| Tommy Ingebrigtsen    | 8 sierpnia 1977      | 50                 | 23                 | –                  | 7                  | 2                  | 4                  | 3                  | [ 77 ]  |
| Roar Ljøkelsøy        | 31 maja 1976         | 20                 | –                  | 8                  | 7                  | 18                 | 22                 | –                  | [ 78 ]  |
| Sigurd Pettersen      | 28 lutego 1980       | –                  | –                  | –                  | –                  | –                  | 18                 | 3                  | [ 79 ]  |
| Bjørn Einar Romøren   | 1 kwietnia 1981      | 33                 | 16                 | 8                  | 7                  | 10                 | 13                 | 3                  | [ 80 ]  |
| Polska (5)            |                      |                    |                    |                    |                    |                    |                    |                    |         |
| Marcin Bachleda       | 4 września 1982      | 26                 | 45                 | –                  | 8                  | 36                 | 27                 | 7                  | [ 82 ]  |
| Adam Małysz           | 3 grudnia 1977       | 1                  | 2                  | 5                  | 8                  | 1                  | 1                  | 7                  | [ 83 ]  |
| Robert Mateja         | 5 października 1974  | q                  | 17                 | 5                  | 8                  | 41                 | 36                 | 7                  | [ 84 ]  |
| Tomasz Pochwała       | 7 maja 1983          | –                  | –                  | 5                  | –                  | 39                 | –                  | –                  | [ 85 ]  |
| Tomisław Tajner       | 14 maja 1983         | –                  | –                  | –                  | –                  | 37                 | 36                 | 7                  | [ 86 ]  |
| Rosja (4)             |                      |                    |                    |                    |                    |                    |                    |                    |         |
| Walerij Kobielew      | 4 marca 1973         | –                  | –                  | –                  | –                  | 33                 | 39                 | –                  | [ 87 ]  |
| Ilja Roslakow         | 18 lutego 1983       | –                  | –                  | –                  | –                  | 27                 | 30                 | –                  | [ 88 ]  |
| Aleksiej Siłajew      | 4 stycznia 1984      | –                  | –                  | –                  | –                  | 41                 | 41                 | –                  | [ 89 ]  |
| Dmitrij Wasiljew      | 26 grudnia 1979      | –                  | –                  | –                  | –                  | 49                 | 32                 | –                  | [ 90 ]  |
| Rumunia (1)           |                      |                    |                    |                    |                    |                    |                    |                    |         |
| Csaba Magdo           | 24 maja 1977         | –                  | –                  | –                  | –                  | q                  | q                  | –                  | [ 91 ]  |
| Słowacja (2)          |                      |                    |                    |                    |                    |                    |                    |                    |         |
| Dušan Oršula          | 23 sierpnia 1979     | –                  | –                  | –                  | –                  | q                  | q                  | –                  | [ 92 ]  |
| Martin Mesík          | 17 października 1979 | 34                 | 44                 | –                  | –                  | q                  | q                  | –                  | [ 93 ]  |
| Słowenia (6)          |                      |                    |                    |                    |                    |                    |                    |                    |         |
| Rok Benkovič          | 20 marca 1986        | –                  | –                  | –                  | –                  | 31                 | 23                 | 6                  | [ 94 ]  |
| Damjan Fras           | 21 lutego 1973       | 30                 | 37                 | 6                  | 5                  | 35                 | –                  | –                  | [ 95 ]  |
| Robert Kranjec        | 16 lipca 1981        | –                  | –                  | –                  | –                  | 21                 | 6                  | 6                  | [ 96 ]  |
| Igor Medved           | 9 marca 1981         | 31                 | 32                 | 6                  | 5                  | –                  | –                  | –                  | [ 97 ]  |
| Primož Peterka        | 28 lutego 1979       | –                  | –                  | –                  | –                  | 18                 | 15                 | 6                  | [ 98 ]  |
| Peter Žonta           | 9 stycznia 1979      | q                  | –                  | –                  | –                  | –                  | 29                 | 6                  | [ 99 ]  |
| Stany Zjednoczone (2) |                      |                    |                    |                    |                    |                    |                    |                    |         |
| Alan Alborn           | 13 grudnia 1980      | 23                 | 41                 | –                  | –                  | 29                 | 34                 | –                  | [ 100 ] |
| Clint Jones           | 5 października 1984  | 37                 | 38                 | –                  | –                  | 32                 | 40                 | –                  | [ 101 ] |
| Szwajcaria (4)        |                      |                    |                    |                    |                    |                    |                    |                    |         |
| Simon Ammann          | 25 czerwca 1981      | –                  | –                  | –                  | –                  | 10                 | 17                 | 9                  | [ 102 ] |
| Sylvain Freiholz      | 23 listopada 1974    | 29                 | 22                 | 9                  | 9                  | 41                 | 41                 | 9                  | [ 103 ] |
| Andreas Küttel        | 22 kwietnia 1979     | 11                 | 29                 | 9                  | 9                  | 47                 | 47                 | 9                  | [ 104 ] |
| Marco Steinauer       | 13 kwietnia 1976     | 25                 | 36                 | 9                  | 9                  | 48                 | 45                 | 9                  | [ 105 ] |
| Szwecja (1)           |                      |                    |                    |                    |                    |                    |                    |                    |         |
| Kristoffer Jåfs       | 30 lipca 1980        | 18                 | 25                 | 10                 | 10                 | 34                 | 33                 | –                  | [ 106 ] |
| Ukraina (4)           |                      |                    |                    |                    |                    |                    |                    |                    |         |
| Ihor Bojczuk          | 29 lutego 1984       | –                  | –                  | –                  | –                  | q                  | q                  | 13                 | [ 107 ] |
| Wołodymyr Boszczuk    | 3 sierpnia 1982      | –                  | –                  | –                  | –                  | q                  | q                  | 13                 | [ 108 ] |
| Ołeksandr Łazarowicz  | 30 sierpnia 1984     | –                  | –                  | –                  | –                  | q                  | q                  | 13                 | [ 109 ] |
| Witalij Szumbareć     | 14 lipca 1983        | –                  | –                  | –                  | –                  | –                  | –                  | 13                 | [ 110 ] |
| Włochy (5)            |                      |                    |                    |                    |                    |                    |                    |                    |         |
| Giancarlo Adami       | 29 września 1982     | –                  | –                  | –                  | –                  | q                  | 50                 | 10                 | [ 111 ] |
| Marco Beltrame        | 23 grudnia 1986      | –                  | –                  | –                  | –                  | –                  | –                  | 10                 | [ 112 ] |
| Alessio Bolognani     | 17 listopada 1983    | –                  | –                  | –                  | –                  | q                  | q                  | –                  | [ 113 ] |
| Roberto Cecon         | 28 grudnia 1971      | 39                 | 18                 | –                  | –                  | 23                 | 26                 | 10                 | [ 114 ] |
| Stefano Chiapolino    | 6 lipca 1985         | –                  | –                  | –                  | –                  | 44                 | q                  | 10                 | [ 115 ] |

Legenda:
q – zawodnik nie zakwalifikował się do konkursu głównego;
- – zawodnik nie został zgłoszony do kwalifikacji.

## Upadki
Podczas pierwszej serii konkursowej zawodów na skoczni K-120 swojego skoku nie ustał Janne Ahonen. W wyniku tego uzyskane przez zawodnika 120 metrów nie pozwoliły na awans do serii finałowej. Dwukrotnie w trakcie konkursów o mistrzostwo świata w 2003 roku upadł Florian Liegl. Pierwszy raz podczas pierwszej rundy konkursu drużynowego, a drugi raz w serii finałowej konkursu indywidualnego na skoczni normalnej. W konkursie drużynowym upadek zaliczył także Kazuyoshi Funaki, a w konkursie na obiekcie normalnym Christian Nagiller.